# Snakes in Suits
Snakes in Suits: When Psychopaths Go to Work est un livre publié en 2006 par le psychologue du travail et des organisations Paul Babiak et le psychologue criminel Robert Hare.

## Sommaire du contenu
Le texte traite de la nature des psychopathes dans le contexte de l'emploi, et prétend expliquer comment les psychopathes manipulent leur carrière et sont promus, les effets de leur présence sur les collègues et les entreprises, et les similitudes superficielles (et les différences fondamentales) entre les compétences en leadership et les traits psychopathiques. L'œuvre est entrelacée de récits fictifs illustrant comment le contenu factuel s'applique à des situations de la vie réelle. Les caractéristiques des manipulateurs sont décrites comme changeantes pour répondre aux attentes stéréotypées de genre : une femme psychopathe peut utiliser pleinement le stéréotype du rôle de genre passif, chaleureux, nourricier et dépendant afin d'obtenir ce qu'elle veut des autres et un psychopathe masculin pourrait utiliser un image macho, intimidation et agression pour obtenir la satisfaction de ses désirs. Les auteurs postulent qu'environ 1% des postes de direction dans les entreprises sont occupés par des psychopathes.
Les auteurs décrivent un « modèle en cinq phases » de la façon dont un psychopathe typique au travail monte en grade et maintient son pouvoir : entrée, évaluation, manipulation, confrontation et ascension. Au stade de l'entrée, le psychopathe utilisera des compétences sociales et un charme hautement développés pour obtenir un emploi dans une organisation. À ce stade, il sera difficile de repérer quoi que ce soit qui indique un comportement psychopathique, et en tant que nouvel employé, vous pourriez percevoir le psychopathe comme étant utile et même bienveillant. Une fois arrivé à l'étape de l'évaluation, le psychopathe vous évaluera en fonction de votre utilité, et vous pourrez être reconnu soit comme un pion (qui a une certaine influence informelle et sera facilement manipulable) soit comme un patron (qui a un pouvoir formel et sera utilisé par le psychopathe pour se protéger des attaques).
La manipulation implique que le psychopathe crée un scénario de « fiction psychopathique » où des informations positives sur lui-même et une désinformation négative sur les autres seront créées, où votre rôle en tant que membre d'un réseau de pions ou de clients sera utilisé et vous serez amené à accepter l'agenda du psychopathe. Une fois au stade de la confrontation, le psychopathe utilisera des techniques de sapage de réputation pour maintenir son agenda, et vous serez soit jeté comme un pion, soit utilisé comme un patron. Enfin, au stade de l'ascension, le rôle du sujet en tant que patron dans la quête de pouvoir du psychopathe sera abandonné et le psychopathe prendra pour lui-même une position de pouvoir et de prestige auprès de quiconque l'a autrefois soutenu.

## Accueil
Une critique de Snakes in Suits par The Australian l'a qualifié de « guide profane des psychopathes d'entreprise » et a conclu que « Même si certains éléments sont en bois, Snakes in Suits est un ajout précieux à toute bibliothèque d'entreprise ».
Snakes in Suits a également été examiné par Publishers Weekly, Booklist, Psychology Today, California Bookwatch, Security Management, Canadian Business et Finweek.